# Вальтер Людде-Нойрат
Карл Вальтер Людде-Нойрат (нім. Karl Walter Lüdde-Neurath; 15 червня 1914, Гюнінген — 24 жовтня 1990, Гарміш-Партенкірхен) — німецький офіцер, корветтен-капітан крігсмаріне (1 грудня 1944).

## Біографія
Син юриста. В 1932 році протягом двох семестрів вивчав право. 1 квітня 1933 року вступив в рейхсмаріне. З березня 1939 року служив вахтовим, потім торпедним офіцером на ескадреному міноносці «Карл Гальстер». З листопада 1941 року — 1-й офіцер ескадреного міноносця Z-30. З листопада 1942 року — командир міноносця «Ягуар», з грудня 1942 року — «Меве». З листопада 1943 по березень 1944 року навчався у Військово-морській академії та в квітні 1944 року був призначений командиром ескадреного міноносця «Ріхард Байцен». У червні 1944 року переведений в штаб керівника ескадрених міноносців 1-м офіцером Адмірал-штабу. З вересня 1944 року — ад'ютант головнокомандувача ВМС Карла Деніца. Після того, як Деніц 30 травня 1945 року став імперським президентом, Людде-Нойрат зберіг свій пост і став називатися ад'ютантом глави держави. 23 травня 1945 року взятий в полон американськими військами. 1 липня 1947 року звільнений. З 1970 року — член ради директорів Dyckerhoff Zementwerke AG. В 1977 році вийшов на пенсію.

## Нагороди
- Медаль «За вислугу років у Вермахті» 4-го класу (4 роки)
- Залізний хрест 2-го і 1-го класу
- Нагрудний знак есмінця